# Aubette (Epte)
Die Aubette (auch: Aubette de Magny) ist ein Fluss in Frankreich, der im Département Val-d’Oise in der Regionen Île-de-France verläuft. Er entspringt im Gemeindegebiet von Nucourt, entwässert generell Richtung West bis Südwest durch den Regionalen Naturpark Vexin français und mündet nach rund 16 Kilometern im Gemeindegebiet von Bray-et-Lû als linker Nebenfluss in die Epte.

## Orte am Fluss
(Reihenfolge in Fließrichtung)
- Magny-en-Vexin
- Hodent
- Omerville
- Ambleville